# Diadegma oranginator
Diadegma oranginator är en stekelart som beskrevs av Aubert 1964. Diadegma oranginator ingår i släktet Diadegma och familjen brokparasitsteklar. Inga underarter finns listade i Catalogue of Life.